# Natkrižovljan
Natkrižovljan (1900-ig Križovljan Brijeg) falu Horvátországban, Varasd megyében. Közigazgatásilag Cesticához tartozik.

## Fekvése
Varasdtól 18 km-re északnyugatra, Cesticától 2 km-re délre a Zagorje hegyei között fekszik.

## Története
A falu temploma 1775-ben épült, plébániáját 1789-ben alapították. 1857-ben 233, 1910-ben 316 lakosa volt. 1900-ig Križovljan Brijeg volt a neve. 1920-ig Varasd vármegye Varasdi járásához tartozott. 2001-ben  a falunak 313 lakosa volt.

## Népessége
| Lakosság változása | Lakosság változása | Lakosság változása | Lakosság változása | Lakosság változása | Lakosság változása | Lakosság változása | Lakosság változása | Lakosság változása | Lakosság változása | Lakosság változása | Lakosság változása | Lakosság változása | Lakosság változása | Lakosság változása | Lakosság változása |
| ------------------ | ------------------ | ------------------ | ------------------ | ------------------ | ------------------ | ------------------ | ------------------ | ------------------ | ------------------ | ------------------ | ------------------ | ------------------ | ------------------ | ------------------ | ------------------ |
| 1857               | 1869               | 1880               | 1890               | 1900               | 1910               | 1921               | 1931               | 1948               | 1953               | 1961               | 1971               | 1981               | 1991               | 2001               | 2011               |
| 233                | 277                | 232                | 285                | 273                | 316                | 307                | 354                | 397                | 426                | 467                | 414                | 375                | 332                | 313                | 291                |

## Nevezetességei
- Szent Borbála tiszteletére szentelt római katolikus plébániatemploma[4] 1775-ben épült. Legbecsesebb műtárgya az egyetlen fából kifaragott Pieta, mely Michelangelo ismert műve alapján készült. 10 regiszteres egymanuálos orgonája S. Dobnik zágrábi orgonaépítő mester műhelyében készült 1891-ben. A 325 méter magasan épített templomtól pompás kilátás nyílik a környező hegyekre és a Dráva völgyére.
- A plébánia épülete is a horvát kulturális örökség része.